# Reginald Arthur Savory
Sir Reginald Arthur Savory, KCIE, CB, DSO, MC, britanski general, * 26. julij 1894, † 14. junij 1980.